# Saint-Mards-en-Othe
Saint-Mards-en-Othe je francouzská obec v departementu Aube v regionu Grand Est. V roce 2012 zde žilo 658 obyvatel.

## Sousední obce
Aix-en-Othe, Bœurs-en-Othe (Yonne), Chennegy, Maraye-en-Othe, Nogent-en-Othe, Sormery (Yonne), Villemoiron-en-Othe

## Vývoj počtu obyvatel
Počet obyvatel